# أبو عامر عبد الله بن أحمد
عبد الله بن أحمد بن أبي سالم يكنى أبا عامر، لقبه المستنصر بالله، هو سلطان مريني، و الأخبار عن هذا السلطان مقتضبة جدا، لا تتعدى ذكر بعض صفاته الجسدية. كانت دولته سنة و خمسة أشهر غير ثمانية أيام.

## بيعة السلطان أبو عامر
يقول المؤرخ الناصري في الاستقصا: « هذا السلطان شقيق الذي قبله أمه الجوهر المتقدمة صفته أدعج العينين حسن الأنف لامي العذار بويع بعد أخيه عبد العزيز يوم السبت الثامن من صفر سنة تسع و تسعين و سبعمائة و كان التصرف و النقض و الإبرام في هذه المدة كلها للوزراء و توفي السلطان المذكور بعد صلاة العصر من يوم الثلاثاء الموفي ثلاثين من جمادى الآخرة سنة ثمانمائة فكانت دولته سنة وخمسة أشهر سوى أيام ومن وزرائه صالح بن حمو و يحيى بن علال و من قضاته عبد الرحيم اليزناسني و من حجابه أبو العباس أحمد بن علي القبائلي و فارح بن مهدي العلج و الله تعالى أعلم».

## وفاة السلطان عبد العزيز
توفي السلطان أبو عامر عبد الله بن أحمد بعد صلاة العصر من يوم الثلاثاء الموفي ثلاثين من جمادى الآخرة 800هـ فكانت دولته سنة و خمسة أشهر سوى أيام.